# Mary Wortley Montagu

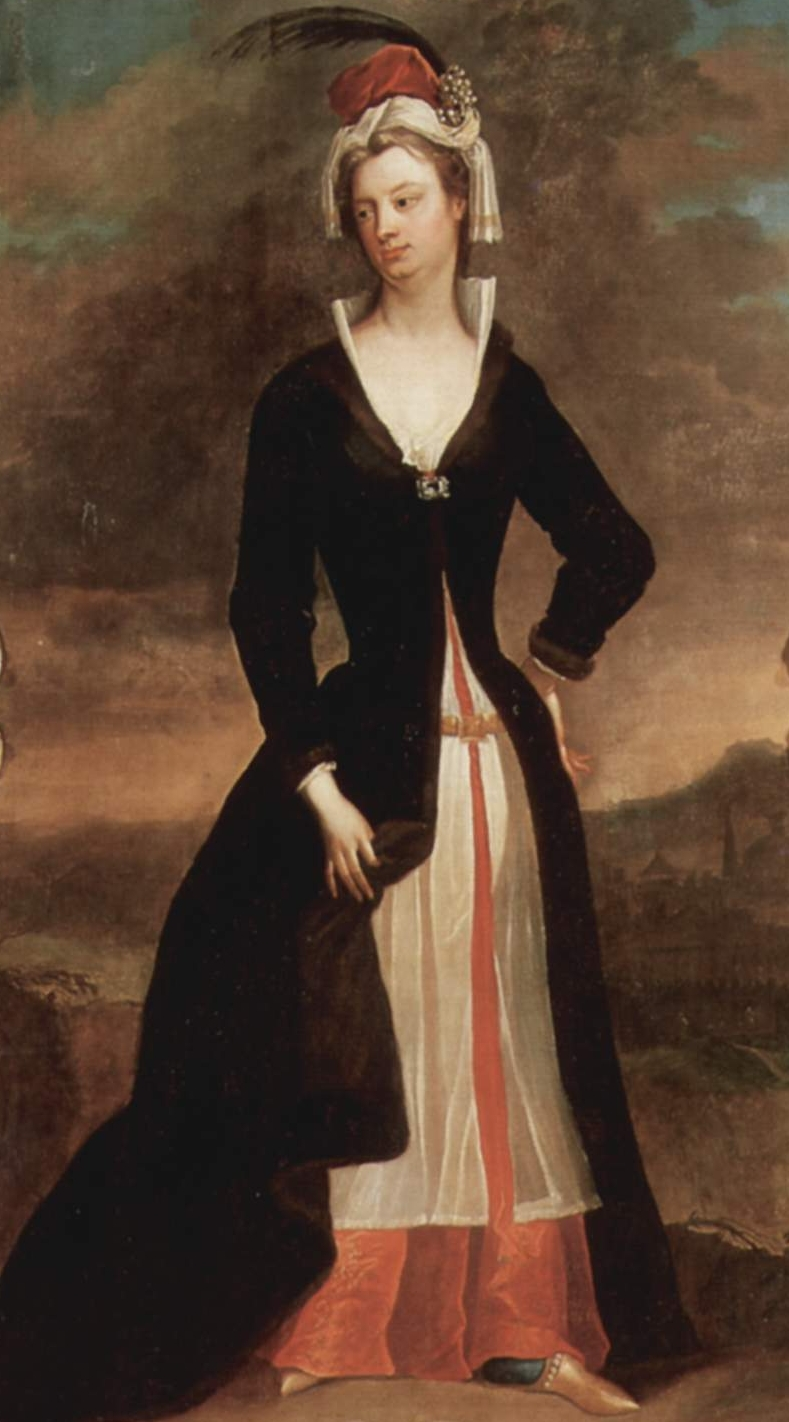
Mary Wortley Montagu,
Porträt von Charles Jervas, nach 1716.

Lady Mary Wortley Montagu, geborene Pierrepont (* 26. Mai 1689 in Thoresby, Nottinghamshire; † 21. August 1762 in London) war eine englische Schriftstellerin und Lyrikerin. Die Briefe, die sie während ihres Aufenthalts in Konstantinopel schrieb und die postum als Turkish Embassy Letters veröffentlicht wurden, machten sie europaweit bekannt. Bekannt wurde Lady Mary zu ihrer Lebenszeit auch als Mittelpunkt einer literarischen und intellektuellen Szene aus Dichtern wie Alexander Pope, John Gay oder Mary Astell. Lady Mary setzte sich ferner in England für die Impfung gegen Pocken ein.

## Leben
Lady Mary war die älteste Tochter von Evelyn Pierrepont, 5. Earl of Kingston, später 1. Duke of Kingston. Ihre Mutter war die Tochter von William Feilding, 1. Earl of Denbigh. Sie hatte zwei Schwestern und einen Bruder. Mary erhielt eine für Frauen ihres Standes typische Erziehung, dazu zählten Zeichnen, Italienisch, Sticken, Kochen, Tanzen und Reiten. Mary verdankt ihre Bildung ansonsten ihrer Eigeninitiative: Sie profitierte von der umfangreichen Bibliothek ihres Vaters und las viel; außerdem brachte sie sich autodidaktisch Latein bei. Es gibt ein paar Indizien, die darauf hindeuten, dass ihr Bruder sie etwas dabei unterstützte.
1712 heiratete sie Edward Wortley Montagu, den Bruder einer Brieffreundin, ohne das Einverständnis ihres Vaters. Die ersten Jahre der Ehe waren von finanziellen Schwierigkeiten und längeren notwendigen Trennungszeiten gekennzeichnet. Im Jahre 1713 kam ihr Sohn Edward (1713–1776) auf die Welt. 1713 starb ihr Bruder im Alter von 20 Jahren an Pocken; im Dezember 1715 erkrankte Lady Mary selbst daran. Die Erinnerung daran war eine Motivation für Lady Mary, sich später für die Pockenschutzimpfung einzusetzen.
Mit der Thronbesteigung Georgs I. ergab sich für ihren Mann 1715 die Gelegenheit, einen Posten als Junior Commissioner of the Treasury anzunehmen und auch Parlamentsabgeordneter zu werden. Er kaufte in London ein Haus, was er mit Lady Mary bezog. Mit dem Umzug nach London und der neuen Position ihres Mannes hatte Lady Mary Zugang zum englischen Hof. Sie befreundete sich mit einer Reihe bekannter Persönlichkeiten, darunter Charlotte Clayton (Hofdame der Prinzessin, später Lady Sundon), Abbé Antonio Conti, Kosmopolit aus Venedig, sowie die Dichter Alexander Pope, John Gay und Mary Astell, die sich für Frauenrechte einsetzte. Pope bewunderte Lady Mary sehr, und mit ihm hielt sie lange Jahre Briefkontakt, auch nachdem die Familie in die Türkei (damals Osmanisches Reich) übergesiedelt war.
Lady Marys Ehemann wurde Anfang 1716 als Botschafter an den Osmanischen Hof nach Konstantinopel gesandt. Die Familie reiste dorthin mit Zwischenstationen in Köln, Nürnberg, Regensburg, Wien und Adrianopel. In Konstantinopel wurde auch ihre Tochter Mary geboren. Doch schon 1717 wurde ihr Mann wieder abberufen. Bis ihn die Nachricht seiner Abberufung erreichte, verging erhebliche Zeit, so verblieb die Familie bis 1718 in Konstantinopel. Von der Reise durch Europa nach Konstantinopel und ihrem Aufenthalt in Konstantinopel stammt eine Serie von Briefen, in der Lady Mary über ihre Reise und die Beobachtungen berichtete. Lady Mary informierte sich auch über den Islam, die Kultur, Literatur, Geschichte, Rechtswesen und Heiratsbräuche im Osmanischen Reich. Ferner lernte sie Türkisch und pflegte Freundschaften mit Frauen und Männern der türkischen Oberschicht. Den zuvor erhältlichen Berichten aus der Feder von Orientalisten und westlichen Reiseschriftstellern warf sie ein verzerrtes und auf Unwissen basierendes Bild der osmanischen Gesellschaft und insbesondere der Stellung der osmanischen Frauen vor.
Nach ihrer Rückkehr nach London wurde Lady Mary schnell zum gesellschaftlichen Mittelpunkt und eine prominente Stimme in der literarischen und intellektuellen Szene Englands für die nächsten 20 Jahre. Dies hing zum einen mit dem Kreis intellektueller Freunde zusammen, mit denen sie sich umgab und regelmäßig austauschte. Zum anderen trug die Publikation einiger Gedichte und eines Briefs an Abbé Conti, den sie während ihrer Zeit in Konstantinopel verfasst hatte, zu ihrer Reputation als gescheite Frau und Schriftstellerin bei. Ihr Ruf litt jedoch unter einer Fehde mit ihrem früheren Freund Alexander Pope, der sich kurz nach ihrer Rückkehr aus Konstantinopel abwandte. Als Grund wird vermutet, dass Lady Mary seinen Avancen nicht nachgab. So begann Pope 1728 eine Reihe von Veröffentlichungen, in denen er Lady Mary angriff und die Lady Mary teilweise durch satirische Schriften beantwortete. In der Folge kamen weitere anonyme Attacken gegen sie, und es wurden ihr diverse Skandale angedichtet.
1739 siedelte sie auf den Kontinent über, wo sie sich 1742 zunächst in Avignon und vier Jahre später in Brescia niederließ. 1758 zog sie nach Venedig. Während dieser Zeit führte sie einen umfassenden Schriftverkehr mit ihrer Tochter und alten Bekannten in England. Sie verließ ihren Mann für eine Affäre mit Francesco Algarotti und kehrte nach dem Tod von Sir Edward Wortley Montagu 1761 nach England zurück. Anfang 1762 erreichte sie England, starb jedoch im August des gleichen Jahres an Brustkrebs.
Ihre Enkelin, die britische Schriftstellerin Lady Louisa Stuart (1757–1851), war ihrerseits die Tochter der einzigen Tochter des Paares, Mary (1718–1794).

## Schaffen

### Literarisches Schaffen
Lady Mary Wortley Montagu hat im Laufe ihres Lebens eine Vielzahl von Gedichten, Briefen und weitere Prosatexte wie Romanzen verfasst. Außerdem war sie eine produktive Tagebuchschreiberin. Zu Lebzeiten etablierte sie bereits einen Ruf als Dichterin und Intellektuelle durch ihre Briefe, die sie mit wichtigen Persönlichkeiten in England wechselte, und durch ihre Gedichte, die hauptsächlich in Manuskriptform unter ihren Freunden zirkulierten. Als Mitglied der adeligen Oberschicht und als Frau galt es als unpassend, eigene Schriften zu veröffentlichen, so dass zu Lady Marys Lebzeiten nur wenige ihrer Texte veröffentlicht wurden, meist ohne ihr Einverständnis. So wurden z. B. ihre Stadteklogen (Town Eclogues), die sie mit Alexander Pope und John Gay verfasste, bereits 1716 als Raubkopien veröffentlicht. Auch die Publikation eines Briefs an Abbé Conti aus Konstantinopel, der auch ihren ersten Ruhm als brillante Briefeschreiberin begründete, kam 1719 ohne ihr Einverständnis zustande.
Lady Marys Ruf als ernstzunehmende Schriftstellerin begründet sich vor allem auf ihren posthum veröffentlichten Briefen, die sie während ihrer Zeit auf der Reise nach und in Konstantinopel verfasst hat und die unter dem Titel Embassy Letters bekannt wurden. Ihre Lyrik ist erst in den letzten Jahren von der Literaturwissenschaft entdeckt worden. Themen von Lady Marys Lyrik reichen von Satire über Liebeslyrik bis hin zu Kritik der damaligen Männer- und Frauenrollen.
Ein großer Teil von Lady Mary Wortley Montagus Werk ist jedoch für die Nachwelt verloren. Da zu ihren Lebzeiten Gedichte nur selten und häufig anonym veröffentlicht wurden, ist es häufig schwierig, Gedichte ihr als Autorin korrekt zuzuordnen. Viele ihrer Schriften, so auch ihr Tagebuch, wurden schon zu Lebzeiten oder nach ihrem Tod vernichtet. Seit den 1960er Jahren gibt es eine zunehmende Zahl von modernen Editionen ihrer Werke, so von ihren Briefen, ihren Gedichten und ihren Romanzen.

### Einsatz für die Pockenschutzimpfung (Variolation)
In Konstantinopel wurde Lady Mary Zeugin von Pockenimpfungen (eigentlich Variolation), ihre Beobachtungen ließ sie per Brief ihrer Freundin am 1. April 1717 zukommen. Im Frühling 1717 ließ sie ihren Sohn durch den dort praktizierenden englischen Arzt Charles Maitland inoculieren. Als 1721 die Pocken in England ausbrachen und viele Tote kosteten, ließ sie auch ihre Tochter impfen. Ferner versuchte sie in ihrem Umkreis für die Pockenimpfung zu werben. So gelang es ihr, König Georg I. zu überzeugen, seine Enkel von Jan Ingenhousz inoculieren zu lassen – wenn auch nach Tests an Waisen und Strafgefangenen. Von diesem Zeitpunkt an verbreitete sich die Variolation in Großbritannien, allerdings blieb sie weiterhin Gegenstand hitziger Kontroversen in den Zeitungen. Die Variolation blieb umstritten, auch weil sie nicht immer zuverlässig funktionierte, bis der Arzt Edward Jenner 1796 ein besseres Verfahren entwickelte („Vakzination“).

## Werke (Auswahl)

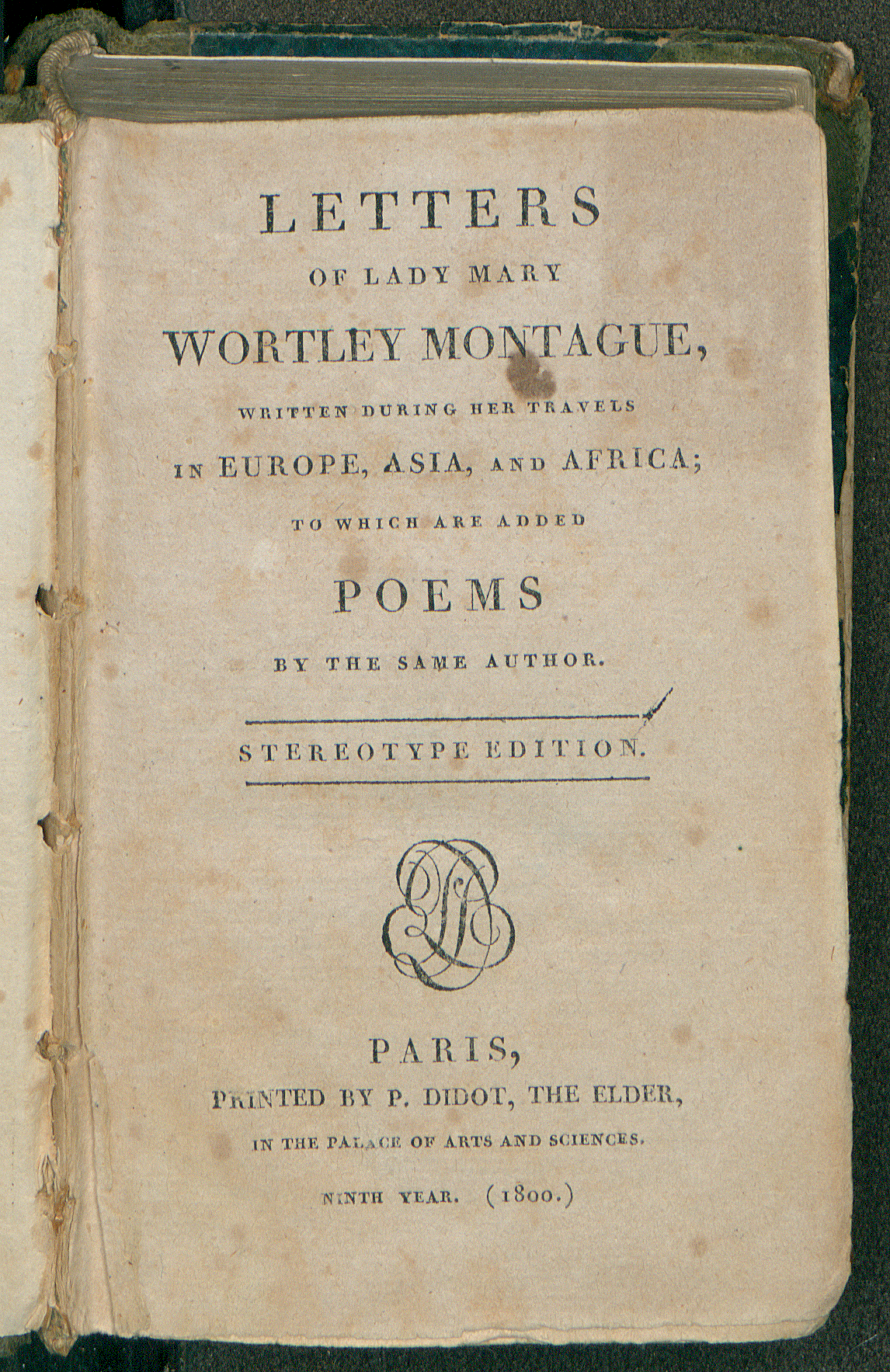
Letters of Lady Mary Wortley Montague, 1800

### Erstausgaben
- The genuine copy of a letter written from Constantinople by an English Lady, who was lately in Turkey, and who is no less distinguish’d by her wit than by her quality; to a Venetian nobleman, one of the prime virtuosi of the age.[16] James Roberts in Warwick-Lane, and Anne Dodd at the Peacock without Temple-Bar, London 1719 (Original auf Französisch mit beiliegender englischer Übersetzung).
- Mit John Hervey: Verses address’d to the Imitator of the First Satire of the Second Book of Horace.[17] A. Dodd, London 1735.
- The Dean’s[18] Provocation for writing the Lady’s Dressing-Room. A poem. T. Cooper, London 1734.
- Mit Alexander Pope, John Gay: Six Town Eclogues. With some other poems. M. Cooper, London 1747 (z. T. 1716 bereits als Raubkopie unter dem Titel Court Poems veröffentlicht).
- Letters of the Right Honourable Lady M--y W---y M----e written, during her travels in Europe, Asia and Africa, to persons of distinction, men of letters, etc. 4 Bände, T. Becket and P.A. De Hondt, London 1763–1767.
- An Additional Volume to the Letters of the Right Honourable Lady M---y W----y M----e. T. Becket and P.A. De Hondt, London 1767.
- The Poetical Works of the Right Honourable Lady M-y W-y M-e. J. Williams, London 1768.

### Historische und moderne Werkausgaben
- The Letters and Works of Lady Mary Wortley Montagu. Hg. von Lord Wharncliffe. 3 Bände, R. Bentley, London 1837. Bd. 1 Bd. 2 Bd. 3
- The Complete Letters of Lady Mary Wortley Montagu. Hg. von Robert Halsband. 3 Bände, Clarendon Press, Oxford 1965–1967.
- Essays and Poems and Simplicity, a Comedy. Hg. von Robert Halsband und Isobel Grundy. Clarendon Press, Oxford, 1977, 1993.
- The Selected Letters of Lady Mary Wortley Montagu. Hg. von Robert Halsband. Penguin, Harmonsworth 1986.
- Turkish Embassy Letters. Einleitung von Anita Desai und hg. von Malcolm Jack. University of Georgia Press, Athens, Georgia 1993.
- Romance Writings. Hg. von Isobel Grundy. Clarendon Press, Oxford 1996.

### Übersetzungen
- Lettres de Mde Wortley Montague, ecrites pendant ses voyages en Europe, en Asie & en Afrique &c. Übersetzt von Jean Brunet. August Mylius, Berlin 1763.
- Briefe der Lady Marie Worthley Montague, geschrieben während ihren Reisen in Europa, Asia und Afrika, an Personen vom Stande, Gelehrte etc. in verschiedenen Theilen von Europa geschrieben; welche außer andern Merkwürdigkeiten Nachrichten von der Staatsverwaltung und den Sitten der Türken enthalten; aus Quellen geschöpft, die für andre Reisende unzugänglich gewesen. 3 Bände, Weidmanns Erben und Reich, Leipzig 1763, urn:nbn:de:gbv:3:1-190478.
- Nachtrag zu den Briefen der Lady Marie Worthley Montague. Weidmanns Erben und Reich, Leipzig 1767, Digitalisat.
- Neuere Briefe der Lady Marie Worthley Montague an verschiedene ihrer Freunde. Ein Nachtrag für die Besitzer der drei ersten Theile von der Briefesammlung der Lady Montague. Übersetzt von Johann Balbach. Weigel und Schneider, Nürnberg 1786.
- Briefe aus Wien. Hrsg. von Maria Breunlich. Schendl Verlag, Wien 1985, ISBN 3-85268-088-3.
- Briefe aus dem Orient. Hrsg. von Irmela Körner. Promedia, Wien 2006, ISBN 3-85371-259-2.

### Biografische Quellen
- Linda France: The Toast of the Kit-Cat Club: A Life of Lady Mary Wortley Montagu. Bloodaxe Books, 2005, ISBN 1-85224-677-4.
- Günter Gentsch: Roulette des Lebens. Die ungewöhnlichen Wege der Lady Mary Montagu. Ulrike Helmer Verlag, Königstein im Taunus 2008, ISBN 978-3-89741-238-5.
- Isobel Grundy: Lady Mary Wortley Montague. Oxford University Press, Oxford 2001, ISBN 0-19-811289-0.
- Robert Halsband: The Life of Lady Mary Wortley Montagu. Clarendon Press, Oxford 1956.
- Johann Jacob Hartenkeil, Franz Xaver Mezler: Medicinisch-chirurgische Zeitung. Salzburg 1790, Band 1, S. 318–320 Digitalisat (Der kurze Abschnitt erwähnt die Schilderungen von „Milady Montague“ und bezieht sich auf den Artikel Nachrichten von der Litteratur der Türken aus dem Der Neue Teutsche Merkur. Band 1, 1790, S. 70.)
- Gesa Stedmann (Hrsg.): Englische Frauen der Frühen Neuzeit: Dichterinnen, Malerinnen, Mäzeninnen. Primus, Darmstadt 2001, ISBN 3-89678-416-1.
- Jürgen Schlaeger: Lady Mary Wortley Montagu (1689–1762). In: Gesa Stedmann (Hrsg.): Englische Frauen der frühen Neuzeit: Dichterinnen, Malerinnen, Mäzeninnen. Wissenschaftliche Buchgesellschaft, Darmstadt 2001, S. 193.
- Elizabeth Warnock Fernea: An Early Ethnographer of Middle Eastern Women: Lady Mary Wortley Montagu (1689-1762). In: Journal of Near Eastern Studies. Band 40, Nr. 4, 1981, S. 329–338, JSTOR:544606.
- Jo Willett: The pioneering life of Mary Wortley Montagu : scientist and feminist, Yorkshire ; Philadelphia : Pen & Sword History, 2021, ISBN 978-1-5267-7938-0
- Jennifer Keith: Lady Mary Wortley Montagu (1689–1762): Haughty Mind, Warm Blood, and the ‘Daemon of Poesie’. In: Sarah Prescott, David E. Shuttleton (Hrsg.): Women and Poetry 1660–1750. Palgrave Macmillan, Houndmills, Basingstoke, 2003, ISBN 1-4039-0655-6, S. 79–82.